# John Paul Young
John Paul Young (ur. 21 czerwca 1950 w Glasgow (Szkocja) – australijski piosenkarz popowy pochodzenia szkockiego. Światowy rozgłos przyniósł mu przebój „Love Is In The Air” z roku 1978. 